# Roberto Payró
Roberto Jorge Payró (Mercedes, Provincia de Buenos Aires, 19 de abril de 1867 - Lomas de Zamora, 8 de abril de 1928) fue un escritor y periodista argentino. Ha sido considerado como "el primer corresponsal de guerra" de su país.

"Por la vastedad de su obra se lo considera, junto a los hermanos Podestá, como uno de los creadores del teatro nacional".

## Periodista
“Payró es el primer periodista moderno argentino que introdujo como práctica en su trabajo el viaje relámpago y la jira de estudio [...] Y Payró es un repórter moderno. No hay rincón del territorio que sus ojos ávidos de sana curiosidad no hayan escudriñado, afanosos”.
Raúl Larra

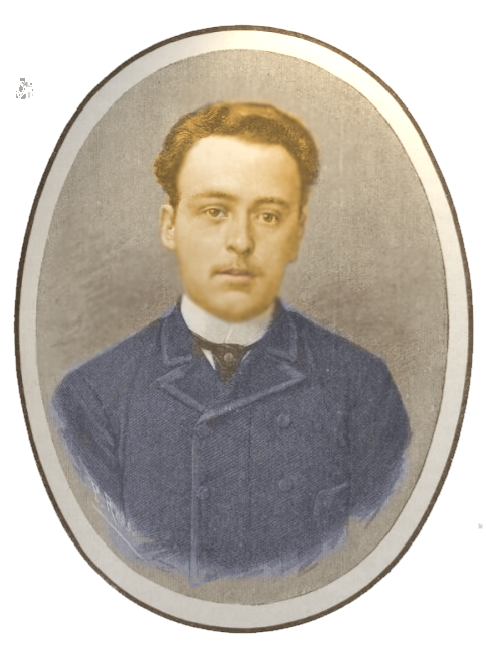
Roberto J. Payró c. 1888

En Bahía Blanca, fundó en 1889 el periódico "La Tribuna", donde publicó sus primeros artículos y apoyó la Revolución del Parque.
Al mudarse a la Ciudad de Buenos Aires, trabajó como redactor del diario La Nación. Durante este tiempo, viajó al interior del país y al exterior. En 1898 viajó a la Patagonia como reportero de La Nación. Sus crónicas sobre la región fueron publicadas el mismo año en el libro La Australia argentina.
Una de sus primeras corresponsalías fue desde Uruguay, donde cubrió La Revolución Oriental, desde el teatro de los sucesos en oportunidad de la sublevación armada de Aparicio Saravia (1903). Ese material fue compilado en Uruguay, con un par de reediciones, aunque con el faltante de un par de párrafos y parlamentos de diálogos, corregido en la versión de docentes de la Facultad de Periodismo de la UNLP.
El trabajo de la Facultad de Periodismo y Comunicación Social (UNLP) rescató otro material perdido: las caricaturas de los protagonistas históricos, dibujadas por un periodista uruguayo, incluidas por el diario La Nación.
Acerca de aquellas crónicas sobre el conflicto armado en Uruguay (que no habría de estallar sino hasta 1904), el Canal Encuentro, del Ministerio de Educación de la Argentina, ha tomado a Payró como "el primer corresponsal de guerra argentino".
Durante la Primera Guerra Mundial, estuvo en Europa, desde donde escribió un material compilado por la investigadora belga-argentina Martha Vanbiesen de Burbrige y publicado en 2009.
Participaba en reuniones con otros escritores socialistas, como Leopoldo Lugones, José Ingenieros y Ernesto de la Cárcova. Falleció el 8 de abril de 1928 en Lomas de Zamora. Por voluntad del propio Payró, su biblioteca personal se resguarda en la Biblioteca Popular de Antonio Mentruyt de la localidad.

## Obra
En 1895, se publicó una recopilación de sus artículos, en el libro Los italianos en la Argentina.
Sus diarios de viaje e impresiones dieron lugar a:
- La Australia Argentina (Excursión periodística a las costas patagónicas), Tierra del Fuego e Islas de los Estados) (1898) y
- En las tierras del Inti.

En sus novelas puede apreciarse un lenguaje propio de la época, costumbrista, irónico. Utiliza personajes típicos y relata situaciones comunes, mostrando a los inmigrantes italianos, o el "pícaro criollo".
- Novelas y fantasías (1888)
- Sobre las ruinas (1904)
- El casamiento de Laucha (1906)
- El falso Inca, novela de ribetes históricos referida a la vida de Pedro Bohórquez.
- Pago Chico (1908)
- Violines y toneles (1908)
- Divertidas aventuras del nieto de Juan Moreira (1910).
- El capitán Vergara (1925)
- Fuego en el rastrojo (1925)
- Mientraiga (1926)
- El mar dulce (1927), relato histórico referido a la expedición de Juan Díaz de Solís al Río de la Plata.

Entre sus ediciones póstumas se encuentran:
- Nuevos cuentos de Pago Chico (1929)
- Canción Trágica. Minerva, Buenos Aires (1929), cuadro dramático en un acto (Teatro, 45 pp)
- Chamijo (1930)
- Los tesoros del Rey Blanco y Por qué no fue descubierta la Ciudad de los Césares. Buenos Aires, Ediciones de la Sociedad Amigos del Libro Rioplatense. (1935) 177 pp.[10]
- Evocaciones de un porteño viejo (1952)

## Adaptación para cine
- El casamiento de Laucha (1977) dirigida por Enrique Dawi.

## Acerca de Payró
- Al Azar De Las Lecturas. Editorial de la Universidad Nacional de La Plata (1968) 204 pp. Contiene:
  - Síntesis cronológica de Roberto J. Payró, por Raúl Alberto Luisetto.
  - Roberto J. Payró, Un testigo de excepción, por Juan Carlos Ghiano.
  - Payró, crítico literario, por Ana María Lorenzo.

- Eduardo González Lanuza: Genio y figura de Roberto J. Payró. EUDEBA, Buenos Aires, 1965.

- Raúl Larra: Payró. El hombre y la obra. Editorial Claridad, Buenos Aires, 1938.

- Alberto Moya / Virginia Escobar: La Revolución Oriental en el teatro de los sucesos / La pampa de agua y otras crónicas. Universidad Nacional de La Plata (Ediciones de Periodismo y Comunicación EPC), Martín Malharro editor (2011) ISBN 978-950-34-0711-0 (332 pp.)[11]

- Martha Vanbiesen de Burbrige: Roberto J. Payró. Corresponsal de guerra. Cartas, diarios, relatos (enlace roto disponible en Internet Archive; véase el historial, la primera versión y la última). (1907-1922). Editorial Biblos, Buenos Aires, (2009). ISBN 978-950-786-756-9 (1340 pp.)